# Arno Polzin
Arno Polzin (* 28. März 1962 in Ost-Berlin) ist ein deutscher Autor und Werkzeugmacher / Ingenieur, der seit 1990 in der Stasiunterlagen-Behörde arbeitet. Er war Mitbegründer der Forschungs- und Gedenkstätte Normannenstraße.

## Leben
Der in Berlin-Buch geborene Polzin erlernte nach der Polytechnischen Oberschule (1968–1978) in Ost-Berlin den Beruf des Werkzeugmachers / Facharbeiters für Fertigungsmittel, den er bis 1990 ausübte. Unterbrochen wurde diese Zeit ab 1982 durch den aus religiös-pazifistischen Gründen als Bausoldat absolvierten Grundwehrdienst bei der NVA. Ab 1984 absolvierte er ein Fernstudium zum (Fachschul-)Maschinenbauingenieur. Nach seiner Beteiligung beim Sturm auf die Stasi-Zentrale in Berlin am 15. Januar 1990 engagierte er sich anschließend im Bürgerkomitee zur Kontrolle der Stasi-Auflösung. Ab November 1990 setzte er in der Stasi-Unterlagenbehörde sein Engagement für die Aufarbeitung fort. Nach Aufbau der Behörde und mehreren Jahren in der dortigen Auskunftsabteilung wechselte er 2003 in die Abteilung Bildung & Forschung und widmete sich der Oppositions- und Widerstandsforschung mit den Schwerpunkten Robert Havemann, Telefonüberwachung, Militärgefängnis Schwedt und Kulturgutverluste, woraus verschiedene Publikationen entstanden.
Polzin lebt in Berlin. Er war Mitbegründer der Forschungs- und Gedenkstätte Normannenstraße. Privat engagiert er sich u. a. als Zeitzeuge zur DDR- und Stasi-Auflösungsgeschichte.
Der Künstler David Polzin ist nicht mit ihm verwandt, jedoch sein Patenkind, was sich in einer gemeinsamen Publikation niederschlug.

## Publikationen
- Arno Polzin: Der Wandel Robert Havemanns vom Inoffiziellen Mitarbeiter zum Dissidenten im Spiegel der MfS-Akten. BStU Berlin, BF informiert, Heft 26, 2005, 2. überarb. Aufl. 2006. PDF-Download-Option.
- Werner Theuer, Arno Polzin: Aktenlandschaft Havemann: Nachlass und Archivbestände zu Robert Havemann in der Robert-Havemann-Gesellschaft und bei der Bundesbeauftragten für die Unterlagen des Staatssicherheitsdienstes der ehemaligen Deutschen Demokratischen Republik. Hrsg. von der Robert-Havemann-Gesellschaft und der Bundesbeauftragten für die Stasi-Unterlagen. Berlin, 2008, ISBN 978-3-938857-07-6.[2]
- Arno Polzin: Mythos Schwedt. DDR-Militärstrafvollzug und NVA-Disziplinareinheit aus dem Blick der Staatssicherheit. Vandenhoeck & Ruprecht, Göttingen 2018. ISBN 978-3-525-35126-0.[3]
- Paul Brauhnert, Ilja Hübner, Arno Polzin (Hrsg.): Der DDR-Militärstrafvollzug und die Disziplinareinheit in Schwedt (1968–1990): Zeitzeugen brechen ihr Schweigen. Metropol Verlag, Berlin 2013, ISBN 978-3-86331-150-6.[4]
- Ilko-Sascha Kowalczuk, Arno Polzin (Hrsg.): Fasse Dich kurz! Der grenzüberschreitende Telefonverkehr der Opposition in den 1980er Jahren und das Ministerium für Staatssicherheit. Vandenhoeck & Ruprecht, Göttingen 2014, ISBN 978-3-525-35115-4.
- Ralf Blum, Helge Heidemeyer, Arno Polzin: Auf der Suche nach Kulturgutverlusten. Ein Spezialinventar zu den Stasi-Unterlagen. Berlin 2020; 2. Auflage 2021. PDF-Download-Option.
- Roger Engelmann, Bernd Florath, Helge Heidemeyer, Daniela Münkel, Arno Polzin, Walter Süß: Das MfS-Lexikon. 4. aktualisierte Auflage, Ch. Links Verlag, Berlin 2021, ISBN 978-3-96289-139-8, Online-Version.